# Новая Соболева
Новая Соболева — деревня в Аргаяшском районе Челябинской области. Входит в состав Норкинского сельского поселения.

## География
Расположена в северо восточной части района, на берегу Новособолевского пруда, построенного на реки Талгалды (правый приток Зюзелги). Расстояние до районного центра, села Аргаяш, 8 км.

## История
Дата основания примерно после ревизии 1816 года, жители деревни Соболева, 5-го Башкирского кантона, не имевшие чина (не служивые), основали вверх по реке новую деревню с таким же названием. 
В 1928 организован колхоз (с 1935 — колхоз имени Кирова).

## Население
| 2002 | 2010 |
| ---- | ---- |
| 786  | ↘729 |

(в 1841 — 247, в 1868 — 412, в 1873 - 419, в 1889 — 506, в 1900 — 465, в 1916 — 685, в 1939 — 378, в 1947 — 335, в 1970 — 795, в 1983 — 791, в 1995 — 794).
Проживают башкиры.

## Улицы
- Улица 40 лет Победы
- Береговая улица
- Улица Гагарина
- Улица Дружбы
- Улица Кирова
- Комсомольская улица
- Молодежная улица
- Полевая улица
- Родниковая улица
- Северная улица
- Советская улица
- улица Полевая

## Инфраструктура
- Школа
- Библиотека
- Почта
- Медпункт

## Религия
В деревне есть мечеть.